# Dorothea Brande
Pour les articles homonymes, voir Brande.
Dorothea Brande, née en 1893 à Chicago et morte en 1948 dans le New Hampshire est une femme de lettres et chroniqueuse littéraire américaine dont la carrière s'est déroulée essentiellement à New York.

## Biographie
Elle étudie à l'université de Chicago, au Lewis Institute de Chicago (fusionné plus tard avec l'Armor Institute of Technology pour devenir l'Illinois Institute of Technology) et à l'université du Michigan.
Dans son livre Becoming a Writer (Devenir écrivain), paru en 1934 et toujours réédité au début du XXIe siècle, elle donne des conseils pour initier et maintenir une activité d'écrivain. Elle est aussi l'autrice de Wake Up and Live, (Réveillez-vous et vivez) publié en 1936, qui s'est vendu à plus de deux millions d'exemplaires et a fait l'objet en 1937 d'une adaptation au cinéma avec le film homonyme Wake Up and Live (en).
En 1936, alors qu'elle occupe le poste de rédactrice en chef associée de la revue politique et littéraire d’extrême droite The American Review (en), elle épouse son fondateur, propriétaire et rédacteur en chef, Seward Collins (en), figure littéraire alors en vue à New York et un partisan du fascisme aux États-Unis ; Dorothea Brande soutient un grand nombre des idées de son mari dans les articles qu'elle publie dans The American Review .